# 新井淑子
新井 淑子（あらい よしこ、1942年 - ）は、日本の教育学者である。埼玉大学教育学部教授（1994年 - 2007年）。研究内容は日本教育史、女子教育史。

## 略歴
- 1964年 埼玉大学教育学部卒業
- 1975年 埼玉大学教育学部助手
- 1986年 埼玉大学教育学部助教授
- 1994年 埼玉大学教育学部教授
- 1996年 東京学芸大学大学院連合学校教育学研究科教授併任
- 2007年 埼玉大学を定年退官。
- 2007年 淑徳大学国際コミュニケーション学部教授

## 著書
- 『埼玉の近代教育史と不動岡高校百年の歩み』, 埼玉新聞社 , 2011年

## 論文
- 「日本統治末期の京城舞鶴公立高等女学校の校長と内鮮一体の実態 (3)」,『国際経営・文化研究』  16(2), 1-11, 2012年
- 「日本統治末期の京城舞鶴公立高等女学校の校長と内鮮一体の実態 (2)」,『国際経営・文化研究』 16(1), 1-11, 2011年
- 「日本統治末期の京城舞鶴公立高等女学校の校長と内鮮一体の実態」,『国際経営・文化研究』 15(2), 1-14, 2011年
- 「『総合的な学習の時間』の実践事例」,『国際経営・文化研究』 11(2), 191-208, 2007年
- 「植民地台湾における高等女学校の女教師の実態と意識」（文部省科学研究費補助金の研究成果報告書、1998年）
- 「全国小学校女教員会雑誌解説」『全国小学校連合女教員会雑誌全18巻復刻版別巻I』、大空社、1988年
- 「高等女学校の成立過程」『高等女学校の研究』、大空社、pp.87-138, 1990年
- 「教員の問題と課題」『教育の概論』、八千代出版、1988年
- 「戦前における女教師の地位向上をめぐる動向について -全国小学校女教員大会を中心に」,『教育学研究』 49(3), p265-274, 1982年